# Kassoum Ouédraogo
Kassoum „Zico“ Ouédraogo (* 12. April 1966 in Burkina Faso) ist ein ehemaliger burkinischer Fußballspieler. Er ist Präsident des Sportvereins Étoile Filante Ouagadougou.

## Karriere
Ouédraogo begann seine Fußballlaufbahn in seiner Heimat bei Étoile Filante Ouagadougou. Später wechselte er als Profi nach Tunesien zu Espérance Tunis. Von dort gelangte er über den belgischen Verein Eendracht Aalst im Jahr 1991 nach Deutschland. Zunächst spielte er zwei Jahre für den SV Darmstadt 98 in der 2. Fußball-Bundesliga. Dort erzielte in 24 Spielen drei Tore. Anschließend war er für Hessen Kassel aktiv. Dort wurde er Publikumsliebling und erzielte in 50 Spielen in der Oberliga und Regionalliga 20 Tore. Zur Saison 1995/96 wechselte er zum FSV Frankfurt. Obwohl er zehn Tore erzielte, beendete die Mannschaft die Saison in der Regionalliga Süd abgeschlagen auf dem letzten Tabellenplatz. Zur darauffolgenden Spielzeit wechselte er zum VfL Osnabrück. In den ersten beiden Saisonspielen der Regionalliga Nord erzielte er fünf Tore, verlor aber im Laufe der Saison seinen Stammplatz und wurde später nur noch in der 2. Mannschaft eingesetzt.
Bei der Fußball-Afrikameisterschaft 1998 in seinem Heimatland erreichte er mit der Nationalmannschaft überraschend den vierten Platz. Ouédraogo erzielte dabei zwei Turniertore. Nachdem sein Vertrag beim VfL Osnabrück im Sommer 1998 ausgelaufen war, bemühte er sich vergeblich um ein weiteres Engagement in Deutschland. Er spielte noch ein Jahr bei Al-Wasl in den Vereinigten Arabischen Emiraten, bevor er in seine Heimat zurückkehrte.
Dort arbeitet er als Geschäftsmann und Spielervermittler.
Die Kassoum Ouédraogo Zico Académie de Football, kurz KOZAF, spielt in der burkinischen Première Division.